# Taiwan Excellence
Taiwan Excellence (tên đầy đủ là Giải sản phẩm Đài Loan cao cấp; tiếng Hoa: 台灣精品獎; Hán-Việt: Đài Loan Tinh phẩm Tưởng) là một chiến dịch quốc tế cũng như giải thưởng thường niên do Cục Thương mại quốc tế, Bộ Kinh tế Trung Hoa Dân Quốc (MOEA) tài trợ và Hiệp hội Phát triển Ngoại thương Trung Hoa Dân Quốc (TAITRA) tổ chức nhằm khích lệ các ngành nghề của Đài Loan nâng cao chất lượng sản phẩm và đưa sự cải tiến và giá trị vào các sản phẩm của mình.
Một vài dự án từng được tiến hành nhằm thúc đẩy các thiết kế, chất lượng và hình ảnh sản phẩm của Đài Loan như: Quality Enhancement Plan (năm 1988), Product Design Ability Enhancement Plan (năm 1989) và 1990 Image Enhancement Plan (IEP). Cuối cùng dẫn tới việc phát triển dự án Nhãn hiệu Đài Loan quốc tế vào năm 2006, trong đó tập trung mạnh mẽ vào IEP.